# Tormato
Tormato ist ein Album der Musikgruppe Yes. Im zehnten Jahr des Bestehens der Band veröffentlichten sie als neuntes Studioalbum das elfte Werk.

## Entstehung
Erstmals seit Fragile und Close to the Edge wurden mit Going for the One und Tormato wieder zwei aufeinanderfolgende Yes-Alben von der gleichen Besetzung eingespielt.

Das Album wurde nach dem Ende der Going for the One-Tour von Dezember 1977 bis Juni 1978 in Micky Mosts Studio in St. John’s Wood und in den Londoner Advision Studios aufgenommen. Während Rick Wakeman wieder für die Schweiz, wo er aus Steuergründen mittlerweile wohnte, gestimmt hatte, setzten sich diesmal Steve Howe und Chris Squire mit dem Vorschlag durch, das Album in England aufzunehmen.
Da Eddie Offord aufgrund seines exzessiven Drogenkonsums nicht mehr zur Verfügung stand, produzierte sich die Band erneut selbst. Bei der für Yes typischen Arbeitsweise, bei der zunächst verschiedene Varianten aufgenommen wurden, die dann erst hinterher zu einer endgültigen Songversion montiert wurden, waren heftige Streitereien unter den Mitgliedern vorbestimmt. Jeder Musiker fürchtete, von den anderen in den Hintergrund gemischt zu werden. Vor allem Howe und Wakeman kämpften um jeden einzelnen Ton. Die positive Stimmung, die noch die Arbeiten am Vorgängeralbum Going for the One bestimmt hatte, kam nicht mehr auf und viele Ideen für das Album gingen am Schneidetisch verloren. Dennoch konnte sich kein einzelnes Bandmitglied durchsetzen, und so sind bis heute alle Beteiligten mit dem Ergebnis unzufrieden.
Der ursprünglich geplante Albumname war Yes Tor. Tor ist ein altes englisches Wort für Hügel, Berg. Yes Tor ist ein Berg in der Nähe von Okehampton in Devon, England. Als die Band sich mit dem Albumcover unzufrieden zeigte, kam der Hipgnosis-Designer Aubrey Powell auf die Idee, es durch einen Tomatenwurf aufzupeppen. Daraus ergab sich der Albumname Tormato.

## Titelliste
1. Future Times/Rejoice (Anderson/Howe/Squire/Wakeman/White) – 6:45
  1. Future Times (Anderson/Howe/Squire/Wakeman/White)
  2. Rejoice (Anderson)
2. Don’t Kill the Whale (Anderson/Squire) – 3:56
3. Madrigal (Anderson/Wakeman) – 2:23
4. Release, Release (Anderson/White/Squire) – 5:46
5. Arriving UFO (Anderson/Howe/Wakeman) – 6:03
6. Circus of Heaven (Anderson) – 4:29
7. Onward (Squire) – 4:02
8. On the Silent Wings of Freedom (Anderson/Squire) – 7:47

Tormato wurde 2003 remastert und von Rhino Records mit den folgenden Bonustracks wiederveröffentlicht:
1. Abilene (Howe) – 4:02
2. Money (Squire/Anderson/White/Wakeman) – 3:15
3. Picasso (Anderson) – 2:12
4. Some are Born (Anderson) – 5:42
5. You Can Be Saved (Squire) – 4:20
6. High (Howe) – 4:30
7. Days (Demo, Anderson) – 1:00
8. Countryside (Anderson/Howe/Squire/White) – 3:11
9. Everybody’s Song (Frühe Demoaufnahme von Does It Really Happen?; Anderson/Howe/Squire/White) – 6:48
10. Onward (Orchesteraufnahme) – 3:06

## Singleauskopplungen
- Don't Kill the Whale/Abilene

Abilene ist ein Titel, der nicht auf einem Studioalbum erschien. Es war die vierte und letzte Veröffentlichung eines solchen Stückes von Yes, wenn man Anderson Bruford Wakeman Howe außer Acht lässt. Die Single erreichte Platz 35 in den englischen Charts.

## Covergestaltung
Der Fantasy-Künstler Roger Dean arbeitete auch bei diesem Album nicht für Yes. Zwischen ihm und Jon Anderson hatte es Streit gegeben, und Steve Howe, der weiterhin mit Dean befreundet war, konnte sich mit seinem Vorschlag, wieder zu den angestammten Dean-Covers zurückzukehren, nicht durchsetzen. Erst für das Nachfolgealbum Drama, an dem Anderson nicht mitwirkte, wurde Dean wieder engagiert.
Wie beim Vorgänger Going for the One wurde das Album wieder von Hipgnosis gestaltet. Das von Designer Aubrey „Po“ Powell entwickelte Cover zeigt auf der Vorderseite einen Mann im Anzug mit zwei Schlagzeugstöcken. Das klassische, von Dean entworfene Logo erscheinen zusammen mit dem Albumtitel wie schon auf dem Vorgängeralbum. Die Rückseite zeigt ein Gruppenfoto, alle mit Sonnenbrille und Bomberjacken, auf einem Hügel im Londoner Regent’s Park. Da Chris Squire am Tag des Fotoshootings seine Jacke zuhause vergessen hatte, trug er die von Roadmanager Jim Halley, der Name "Chris" wurde nachträglich in das Bild eingefügt.

## Rückschau
Tormato greift das Konzept des Vorgängeralbums Going for the One wieder auf: kürzere Stücke, eingängigere Melodien und Texte. Mit der Ausnahme von Awaken sind sich beide Alben daher recht ähnlich. Fällt die Heterogenität der Stücke auf Going for the One wegen des Longtracks Awaken, der dieses Album dominierte, noch nicht so auf, ist dies auf Tormato umso mehr der Fall, als hier mehr Lieder zu hören sind und kein Einzelstück im Vordergrund steht. Das Songmaterial ist in den Augen der Bandmitglieder nicht schlecht, allerdings funktioniert Tormato nicht, wie frühere Alben der Band, als Gesamtwerk, da die einzelnen Ideen zu heterogen sind: Einer Suite folgt ein poppiges Protestlied, diesem ein Renaissancestück und ein Up-tempo-Rocker. Auf der zweiten Seite finden sich ein weiterer Popsong über ein (zu dieser Zeit aktuelles) Science-Fiction-Thema, ein Kinderlied, das Zirkusmusik integriert, eine Ballade und ein klassisches Progressive-Rock-Stück.
Der Erfolg des Albums bewegte sich entsprechend nicht in der gewohnten Größenordnung. Kritiker bemängelten vor allem das Fehlen längerer Stücke, wie sie auf den vier Vorgängeralben seit Close to the Edge üblich gewesen waren. Das längste Stück von Tormato, On the Silent Wings of Freedom, dauert lediglich acht Minuten, während die Yes-typischen Longtracks zuvor 15 – 22 Minuten dauerten. Andererseits weisen auf diesem Album auch kürzere Lieder einen mehrteiligen Aufbau auf (so z. B. die Suite Future Times/Rejoice oder Release, Release).
Das Hauptproblem waren aber die Texte. Hatte Andersons Weltfluchtlyrik in den frühen 70er Jahren dem Hippiezeitgeist entsprochen, fiel nun, im Licht des Realismus, den Vietnamkrieg und Ölkrise wieder deutlicher hervortreten ließen, ihre Naivität umso deutlicher auf. Das Kinderlied Circus of Heaven und das beschauliche Madrigal kamen bei vielen Fans nicht gut an, und selbst ein Titel wie Arriving UFO, der immerhin die damals aktuelle Science-Fiction-Thematik (die Filme Star Wars und Unheimliche Begegnung der dritten Art waren kurz zuvor erschienen) aufgriff, zielte mit seinen aus den 60er Jahren inspirierten Bildern an den zeitgenössischen Dystopien wie Flucht ins 23. Jahrhundert oder am „Used-Universe“-Realismus von Filmen wie Star Wars oder Alien – Das unheimliche Wesen aus einer fremden Welt weit vorbei.
Rick Wakemans Keyboardsound wird häufig als zu künstlich und schrill beschrieben. Wakeman verwendete auf Tormato  anstelle von Minimoog und Mellotron den neuen, polyphonen Polymoog-Synthesizer und das von ihm mitentwickelte (aber wirtschaftlich erfolglose) Birotron. Aufgrund technischer Schwierigkeiten und erfolgreicherer Neuentwicklungen, aber auch wegen der Ablehnung der neuen Sounds durch Fans und Kritiker war Tormato das einzige Yes-Album, auf dem Wakeman diese beiden Instrumente einsetzte.
Wie schon beim Vorgängeralbum leiden die Aufnahmen darunter, dass es keinen Produzenten gab und die Band selbst für die Abmischung des Albums verantwortlich war.

## Konzerte
Ein ganz anderes Bild boten die Konzerte. Yes waren im zehnten Jahr ihres Bestehens mit einer Drehbühne unterwegs, die inmitten der immer noch ausverkauften Hallen stand. Zum zehnten Jubiläum der Band spielten Yes an fünf aufeinanderfolgenden Tagen (vom 24. bis 28. Oktober 1978) in der Londoner Wembley Arena vor jeweils 12.000 begeisterten Fans.
Auf der Tormato-Tour (28. August 1978 – 30. Juni 1979) begannen alle Konzerte mit Benjamin Brittens The Young Person’s Guide to the Orchestra oder mit Musik aus dem Film Unheimliche Begegnung der dritten Art. Gespielt wurden meist Siberian Khatru, Heart of the Sunrise, Starship Trooper, Awaken, I’ve Seen All Good People und Roundabout, manchmal auch And You and I. Vom aktuellen Album wurden Future Times/Rejoice, Circus of Heaven und Don't Kill the Whale immer, Madrigal, Arriving UFO, Release, Release und On the Silent Wings of Freedom manchmal gespielt. Dazu kam je ein Solo für Wakeman und Howe, Alan White baute ein Schlagzeugsolo in Arriving UFO oder Release, Release ein.
Dazu spielte die Band zum zehnten Jubiläum ein Medley, bestehend aus Time And A Word/Long Distance Runaround/Survival/The Fish (Schindleria Praematurus)/Perpetual Change/Soon, das bei den Fans auf gemischte Reaktionen stieß. Es wurde auf der Zusammenstellung The Word Is Live veröffentlicht.

### Live in Philadelphia 1979
1996 erschien mit Live in Philadelphia 1979 der Mitschnitt eines Konzerts vom 21. Juni 1979 auf Video, später auch auf Laserdisc und 1998 auf DVD. Es handelt sich dabei um die Aufzeichnung eines Fernsehsenders aus der Spectrum Arena in Philadelphia vor 19.000 Zusehern.
Die Drehbühne und die Lichtverhältnisse bzw. die Lichtshow erwiesen sich als große Herausforderung für die Kameras: Die Musiker waren im Halbdunkel des Konzertes jeweils nur für Momente scharf im Bild zu erfassen, da sie sich ständig auf die Kamera zu oder von ihr wegbewegten oder von einem anderen Bandmitglied verdeckt wurden. Das Bild ist daher oft unscharf und nicht mit heutigen Produktionen vergleichbar. Jedoch ist es das einzige autorisierte mit professionellem Equipment aufgenommene Konzert mit Drehbühne und damit ein interessantes Zeitdokument.
Titelliste der DVD:
1. Close Encounters of the Third Kind
2. Siberian Khatru
3. Circus of Heaven
4. Starship Trooper
5. Drum Solo (Arriving UFO)
6. Leaves of Green (The Ancient)
7. I’ve Seen All Good People
8. Roundabout

Das Konzert wurde für die Aufnahme gekürzt. Die vollständige Setliste war:
1. Close Encounters of The Third Kind
2. Siberian Khatru
3. Heart of The Sunrise
4. Future Times/Rejoice
5. Circus of Heaven
6. Time and a Word/Long Distance Runaround/Survival/The Fish (Schindleria Praematurus)/Perpetual Change/Soon (Medley)
7. Clap
8. Arriving UFO
9. And You and I
10. Starship Trooper
11. Wakeman Solo
12. Awaken
13. Leaves of Green
14. Tour Song
15. I’ve Seen All Good People
16. Roundabout

Die erste Ausgabe des Videos wurde sofort wieder zurückgezogen, da sie sich als fehlerhaft erwies. Zwischen den Songs sind minutenlange schwarze Lücken, der ursprüngliche Raum für die Werbung der Fernsehsender. Man hatte vergessen, die leeren Stellen vom Masterband zu entfernen. Erst die zweite Auflage zeigte ein durchgängiges Konzert. Die beiden Auflagen sind von außen nur schwer zu unterscheiden.

## Die Arbeiten am Nachfolgealbum
Ende 1979 trafen sich Yes nach der Tormato-Tour mit dem Produzenten Roy Thomas Baker in Paris, um ein neues Album aufzunehmen. Paris, das auf halbem Weg zwischen der Schweiz (Rick Wakemans damaligem Wohnsitz) und England, der Heimat der anderen Bandmitglieder liegt, war wegen seiner Lage ein Kompromiss, kein Wunschkandidat für die Aufnahmen. Die Paris Sessions im November 1979 verliefen denn auch nicht gut, das Songmaterial war nur zweitklassig. Die Band spaltete sich aus musikalischen Gründen in zwei Lager: Anderson und Wakeman auf der einen Seite, Howe, Squire und White auf der anderen. Roy Thomas Baker gelang es nicht, die fünf Musiker wieder zusammenzubringen und so kamen die Arbeiten zum Stillstand, als sich Alan White den Knöchel brach. Anderson und Wakeman, die zu dieser Zeit beide auch an Soloprojekten arbeiteten, verließen daraufhin die Band.

## Live
Liveaufnahmen von den auf Tormato enthaltenen Stücken sind auf The Word Is Live, Yesshows und Keys to Ascension zu hören.